# 弗里茨拉尔
弗里茨拉尔是德国黑森州的一个市镇。总面积88.78平方公里，总人口14296人，其中男性7016人，女性7280人（2011年12月31日），人口密度161人/平方公里。